# Minimidochium setosum
Minimidochium setosum är en svampart som beskrevs av B. Sutton 1970. Minimidochium setosum ingår i släktet Minimidochium, divisionen sporsäcksvampar och riket svampar.   Inga underarter finns listade i Catalogue of Life.